# Хани, Джастис
Джастис Хуни (англ. Justis Huni; род. 4 апреля 1999, Медоубрук, Квинсленд, Австралия) — австралийский боксёр-профессионал, выступающий в тяжёлой весовой категории. Бронзовый призёр чемпионата мира (2019), чемпион мира среди молодёжи (2016), многократный победитель национального первенства в любителях. Среди профессионалов действующий чемпиона WBO Global (2024— н.в.), действующий чемпион Востока по версии WBO Oriental (2022—н. в.), чемпиона Тихоокеанского региона по версиям IBF Pan Pacific (2022—н. в.) и OPBF (2022—н. в.), и бывший чемпион Австралии (2020—2022) в тяжёлом весе.
Лучшая позиция по рейтингу BoxRec — 13-я (март 2024) и является 1-м среди австралийских боксёров в тяжёлой весовой категории, а по рейтингам основных международных боксёрских организаций занимает: 9-ю строчку рейтинга WBA, — входя в ТОП-15 лучших тяжеловесов всего мира.

## Любительская карьера
В ноябре 2016 года стал чемпионом на Молодёжном чемпионате мира в Санкт-Петербурге (Россия), в весовой категории свыше 91 кг. Где он в 1/8 финала соревнований по очкам победил армянина Гюргена Оганесяна, в четвертьфинале по очкам победил азербайджанца Мухаммада Абдуллаева, затем в полуфинале по очкам победил американца Ричарда Торреса, и в финале по очкам победил грузина Георгия Чигладзе.
В сентябре 2019 года на чемпионате мира в Екатеринбурге, Джастис дошёл до полуфинала в котором отказался бороться против Казахстанского боксёра Камшыбека Конкабаева, тем самым завоевав бронзовую медаль чемпионата мира. В четвертьфинале по очкам (5:0) победил опытного азербайджанского боксёра Мухаммада Абдуллаева. В 1/8 финала техническим нокаутом во 2-м раунде победил боксёра из Тринидада и Тобаго Найджел Пол.
В марте 2020 года занял 2-е место на Олимпийском квалификационном турнире от Азии/Океании в Аммане (Иордания), в финале потерпев поражение по очкам (0:5) от опытного узбека Баходира Жалолова, но всё равно получил лицензию к Олимпиаде 2020 года. После этих соревнований был введён жёсткий коронавирусный карантин в Австралии и по всему миру, Олимпиада в Токио была принесена на 2021 год, и он остался без соревновательной практики, из-за чего осенью 2020 года перешёл в профессионалы. Но у него оставалась возможность выступить на Олимпиаде, которой он лишился получив травму руки прямо накануне Олимпиады — 16 июня 2021 года в профессиональном бою с известным регбистом Полом Галленом, после чего он не смог поехать на Олимпиаду в Токио.

## Профессиональная карьера
22 октября 2020 года дебютировал на профессиональном ринге и в первом же бою победил техническим нокаутом в 7-м раунде чемпиона Австралии опытного соотечественника Файгу Опелу (13-1-1), и завоевал титул чемпиона Австралии (1-я защита Опелу) в тяжелом весе.
3 декабря 2020 года победил техническим нокаутом в 4-м раунде небитого боксёра камерунского происхождения Арсена Фоссо (3-0), и защитил титул чемпиона Австралии (1-я защита Хани) в тяжёлом весе. И за два боя на профессиональном ринге Хани вошёл в топ-50 лучших тяжеловесов всего мира по рейтингу BoxRec.

### Бой с Полом Галленом
16 июня 2021 года в Сиднее (Австралия), досрочно технически нокаутом в 10-м раунде победил ранее небитого известного регбиста Пола Галлена (11-0-1, 6 КО), и защитил титул чемпиона Австралии (3-я защита Хани) в тяжёлом весе.

### Бой с Джозефом Гудоллом
15 июня 2022 года в Натане (Австралия), единогласным решением судей (счёт: 100—90, 98—92, 98—93) победил опытного небитого соотечественника Джозефа Гудолла (8-0-1), и завоевал вакантные титулы чемпиона Востока по версии WBO Oriental, чемпиона Тихоокеанского региона по версиям IBF Pan Pacific и OPBF в тяжёлом весе.

### Бой с Кики Тоа Лютеле
4 ноября 2022 года в Брисбене (Австралия) единогласным решением судей (счёт: 99—91, 98—92, 97—93) победил опытного новозеландского нокаутёра Кики Тоа Лютеле (8-1-2), защитив титулы чемпиона Востока по версии WBO Oriental (1-я защита Хани), и чемпиона Тихоокеанского региона по версиям IBF Pan Pacific (1-я защита Хани) и OPBF (1-я защита Хани) в тяжёлом весе.

### Бой с Эндрю Табити
28 октября 2023 года в Канкуне (Мексика) встретился с бывшим претендентом на титул IBF 34-летним Эндрю Табити (20-1, 16 КО). Бой состоялся в андеркарде поединка чемпиона WBC во втором полулегком весе О'Шаки Фостера против Эдуардо Эрнандеса. Используя джеб Хани продемонстрировал эффективные комбинации как на дальней дистанции, так и в ближнем бою и Табити часто оказывался прижатым к канатам из-за давления Хани. По итогам десяти раундов судьи выставили счет: 100—90, 98—92, 98—92.

### Бой с Кевином Лареной
8 марта 2024 года в Эр-Рияде (Саудовская Аравия) в рамках шоу Энтони Джошуа vs Фрэнсис Нганну сразился с экс-претендентом Кевином Лереной (30-2, 14 КО). Интересно, что ради боя с Хани южноафриканец отказался от титульного шанса в бою с поляком Лукашем Розански (15-0, 14 КО) за его титул WBC в бриджервейте. Бой выдался тяжелым для Хуни, зрелищным для болельщиков и спорным в судействе. С первого раунда уступающий в габаритах, технике и работе на ногах Ларена шел вперед. Джастис много работал на ногах, был в постоянном движении и использовал джеб. К середине боя Джастис смотрелся уже лучше, Ларена начал уставать и снижать давление и темп пропуская контратаки. В 10-м раунде Ларена провел мощный удар слева от которого у австралийца "затанцевали ноги", но добить оппонента он не смог. Последние секунды боя прошли так же в атаках Кевина. Судьи посчитали в пользу небитого и более молодого Хани: 98—92 и 96—94 дважды. Еще перед взвешиванием стала известна трагическая весть о смерти матери Кевина Ларены, но он не стал отменять поединок.

### Бой с Троем Пилчером
25 июля в Квинсленде (Австралия) нокаутировал во втором раунде небитого соотечественника Троя Пилчера (9-0-1, 7 КО) защитив свой пояс WBO Global Heavy завоеванный с Лареной. В первом раунде Трою удавалось навязывать свой темп и силовую борьбу у канатов Джастису. Фаворит присматривался и пару раз остро атаковал - проходил боковой в голову и по туловищу. Во втором отрезке Пилчер снова попытался навязать борьбу у канатов, но Хуни к этому был готов и уже контратаковал. За минуту до конца раунда Джастис жестко попал слева, загнал ударами противника в угол, рефери видя состояние зафиксировал нокаут. 

### Леандро Робутти
11 декабря 2024 года в Брисбене (Австралия) в соглавном событии победил нокаутом аргентинского джорнимэна Леанардо Робутти (11-6). Аргентинец первые две минуты раунда пребывал в глухой обороне с высоко поднятыми руками. Он не отвечал на удары Хуни который так же не форсировал работая по блоку и создавая давление. За минуту до конца раунда Робутти наконец активизировался нанес несколько тяжелых ударов в затяжной серии и даже один раз попал. Во втором раунде Хуни сразу навязал размен который Робутти принял - пропустил точный правый удар, который оказался началом серии с последним акцентированным ударом в корпус. Робутти взял колено, но после отсчёта рефери решил отказаться от боя. ТКО2.

### Бой с Шоном Потгитером
8 января 2025 года в Бродбиче (Австралия) защитил два своих пояса IBF Pan Pacific и WBO Global против середняка Шона Потгитера (10-2, 7 КО) который является чемпионом ЮАР в супертяжелом весе. В первом раунде Джастис сразу показал разнообразие атак комбинируя удары в голову и туловище. Африканец изредко отвечал, но Хуни полностью доминировал, не помогла Потгитеру пауза из-за удара в пояс. Односторонний раунд остался за Джастисом. Второй раунд начался с точного правого бокового который потряс южноафриканца, после чего он был спасен рефери от добивающих ударов Хуни в углу. Ещё один нокаут во 2-м раунде и защита поясов.

### Бой с Фабио Уордли
7 июня 2025 года в Ипсуиче, (Англия) провел бой с 1-м номером рейтинга WBA Фабио Уордли. До этого от встречи с Уордли по разным причинам отказались регулярный чемпиона WBA Кубрат Пулев и Джаррелл Миллер. На кону боя стояло звание временного чемпиона WBA. Хани выбрал правильную тактику на поединок. Он был быстрее и эффективней Уордли. К тому же силовые попадания были на его стороне. Уордли работал от джеба, но это было читаемо и не точно. После середины боя Фабио стал заметно уставать, он выкидывал меньше ударов и меньше попадал. Однако, Уордли смог использовать свой шанс панчера. В 10-м раунде он попал навстречу отправив австралийца в тяжелый нокдаун. Хуни нашёл силы встать, но рефери видя состояние остановил бой. КО 10. Судейские записки на момент нокаута составили: 83-88, 82-89, 82-89 в пользу Хуни. Уордил стал временным чемпионом WBA. Compubox: точность была на стороне Хуни (159-117) за счёт силовых (114-49), а Уордли больше попадал джебами (68-45). 

## Статистика профессиональных боёв
В таблице перечислены результаты всех поединков боксёров.
В каждой строке указан результат поединка. Дополнительно номер поединка обозначен цветом, который обозначает итог поединка. Расшифровка обозначений и цветов представлена в нижеследующей таблице.
| Пример | Расшифровка                     |
| ------ | ------------------------------- |
|        | Победа                          |
|        | Ничья                           |
|        | Поражение                       |
|        | Планируемый поединок            |
|        | Поединок признан несостоявшимся |
| КО     | Нокаут                          |
| ТКО    | Технический нокаут              |
| PTS    | Решение судей (по очкам)        |
| UD     | Единогласное решение судей      |
| MD     | Решение большинства судей       |
| SD     | Раздельное решение судей        |
| RTD    | Отказ от продолжения боя        |
| DQ     | Дисквалификация                 |
| NC     | Поединок признан несостоявшимся |

| 13 поединков, 12 побед (7 нокаутом), 1 поражение | 13 поединков, 12 побед (7 нокаутом), 1 поражение | 13 поединков, 12 побед (7 нокаутом), 1 поражение | 13 поединков, 12 побед (7 нокаутом), 1 поражение | 13 поединков, 12 побед (7 нокаутом), 1 поражение                    | 13 поединков, 12 побед (7 нокаутом), 1 поражение | 13 поединков, 12 побед (7 нокаутом), 1 поражение |
| Бой                                              | Рекорд                                           | Дата боя                                         | Соперник                                         | Место проведения боя                                                | Раундов, время                                   | Дополнительно |
| ------------------------------------------------ | ------------------------------------------------ | ------------------------------------------------ | ------------------------------------------------ | ------------------------------------------------------------------- | ------------------------------------------------ | --- |
| 9                                                | 9-0                                              | 8 марта 2024                                     | Кевин Ларена (30-2)                              | Kingdom Arena, Эр-Рияд, Саудовская Аравия                           | (10)                                             | Счёт: 98-92, 96-94 (дважды), завоевал титул WBO Global Heavy в тяжелом весе |
| 8                                                | 8-0                                              | 28 октября 2023                                  | Эндрю Табити (20-1)                              | Poliforum Benito Juarez, Канкун, Кинтана-Роо, Мексика               | UD 10 (10)                                       | Счёт: 100-90, 98-92 (дважды). |
| 7                                                | 7-0                                              | 4 ноября 2022                                    | Кики Тоа Лютеле (8-1-2)                          | Nissan Arena, Натан, Брисбен, Квинсленд, Австралия                  | UD 10 (10)                                       | Счёт: 99-91, 98-92, 97-93. Защитил титулы чемпиона Востока по версии WBO Oriental (1-я защита Хани), и чемпиона Тихоокеанского региона по версиям IBF Pan Pacific (1-я защита Хани) и OPBF (1-я защита Хани) в тяжёлом весе. |
| 6                                                | 6-0                                              | 15 июня 2022                                     | Джозеф Гудолл (8-0-1)                            | Nissan Arena, Натан, Брисбен, Квинсленд, Австралия                  | UD 10 (10)                                       | Счёт: 100-90, 98-92, 98-93. Завоевал вакантные титулы чемпиона Востока по версии WBO Oriental, и чемпиона Тихоокеанского региона по версиям IBF Pan Pacific и OPBF в тяжёлом весе.                                           |
| Перерыв в 1 года из-за травмы руки.              |                                                  |                                                  |                                                  |                                                                     |                                                  | |
| 5                                                | 5-0                                              | 16 июня 2021                                     | Пол Галлен (11-0-1)                              | Международный конгресс-центр, Сидней, Новый Южный Уэльс, Австралия  | TKO 10 (10), 1:18                                | Защитил титул чемпиона Австралии (3-я защита Хани) в тяжёлом весе. |
| 4                                                | 4-0                                              | 26 мая 2021                                      | Кристиан Ндзи Цойе (5-3-2)                       | Aware Super Theater, Сидней, Новый Южный Уэльс, Австралия           | UD 10 (10)                                       | Счёт: 98-92, 99-91 (дважды). Защитил титул чемпиона Австралии (2-я защита Хани) в тяжёлом весе. |
| 3                                                | 3-0                                              | 10 апреля 2021                                   | Джек Марис (2-0)                                 | Конференц-центр Голд-Кост, Бродбич, Голд-Кост, Квинсленд, Австралия | TKO 1 (6), 2:50                                  | |
| 2                                                | 2-0                                              | 3 декабря 2020                                   | Арсен Фоссо (3-0)                                | Fortitude Music Hall, Фортитуд Вэлли, Брисбен, Квинсленд, Австралия | TKO 4 (10), 1:07                                 | Защитил титул чемпиона Австралии (1-я защита Хани) в тяжёлом весе. |
| 1                                                | 1-0                                              | 22 октября 2020                                  | Файга Опелу (13-1-1)                             | Fortitude Music Hall, Фортитуд Вэлли, Брисбен, Квинсленд, Австралия | TKO 7 (10), 1:21                                 | Завоевал титул чемпиона Австралии (1-я защита Опелу) в тяжёлом весе. Профессиональный дебют. |
| Бой                                              | Рекорд                                           | Дата боя                                         | Соперник                                         | Место проведения боя                                                | Раундов, время                                   | Дополнительно |